# ボストン・パブリック・ガーデン

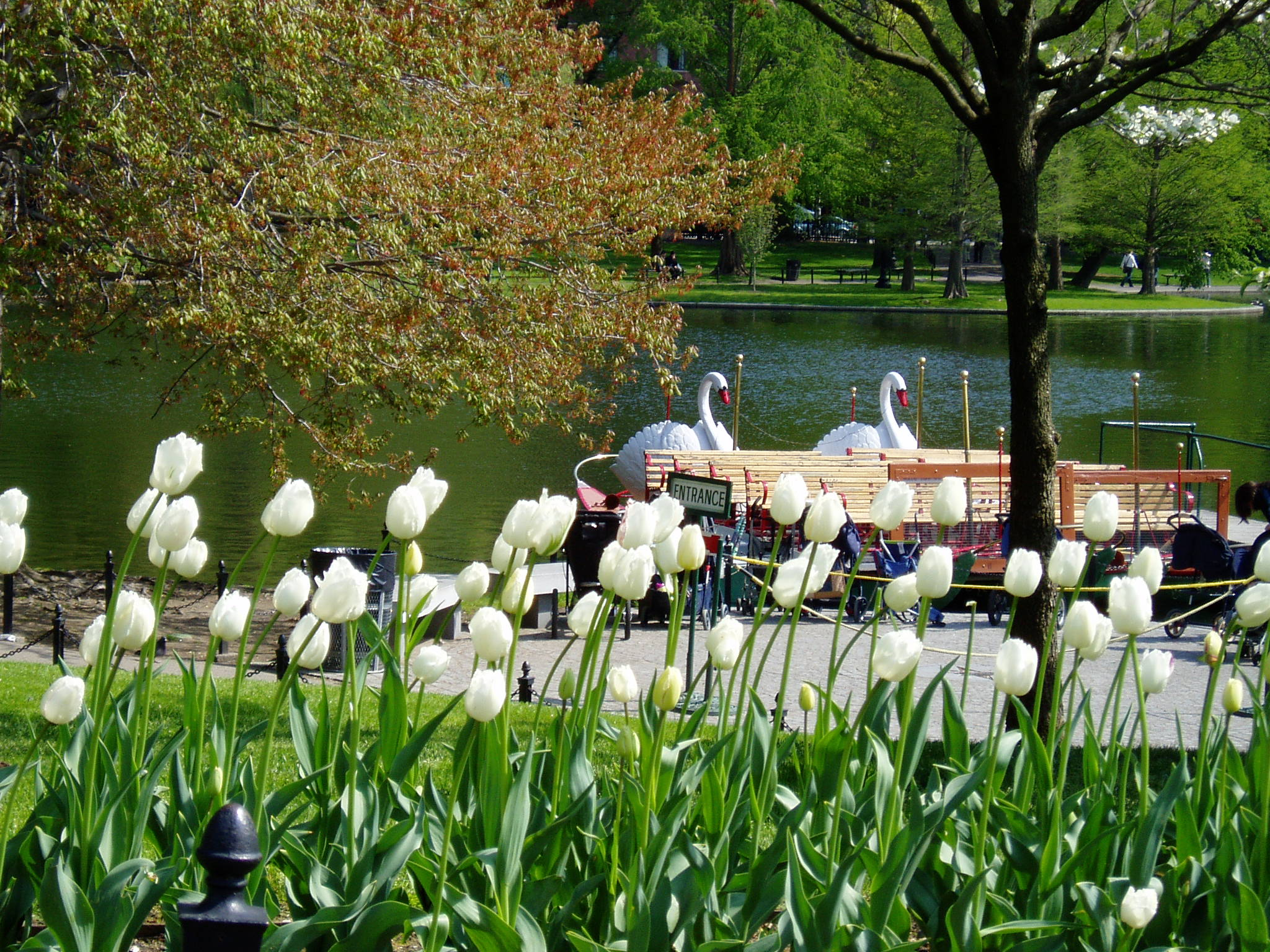
ボストン・パブリック・ガーデン

ボストン・パブリック・ガーデン (英語: Boston Public Garden) は、アメリカ合衆国マサチューセッツ州ボストン市の中心部に位置する公園。市立植物園として機能しており、多彩な植生を見ることができる。ボストンコモンの西に隣接。

## 歴史
1837年、慈善家ホレス・グレイが全米初の公立植物園としての土地利用を嘆願し、パブリック・ガーデンが創立された。グレイは、ボストン市議会が多くの土地を売却しようとしていることに抵抗する勢力に加担し、1856年、最終的にパブリック・ガーデンはそのまま使用できることになった。1856年4月26日、投票が行われたが、反対票は99票のみであった。

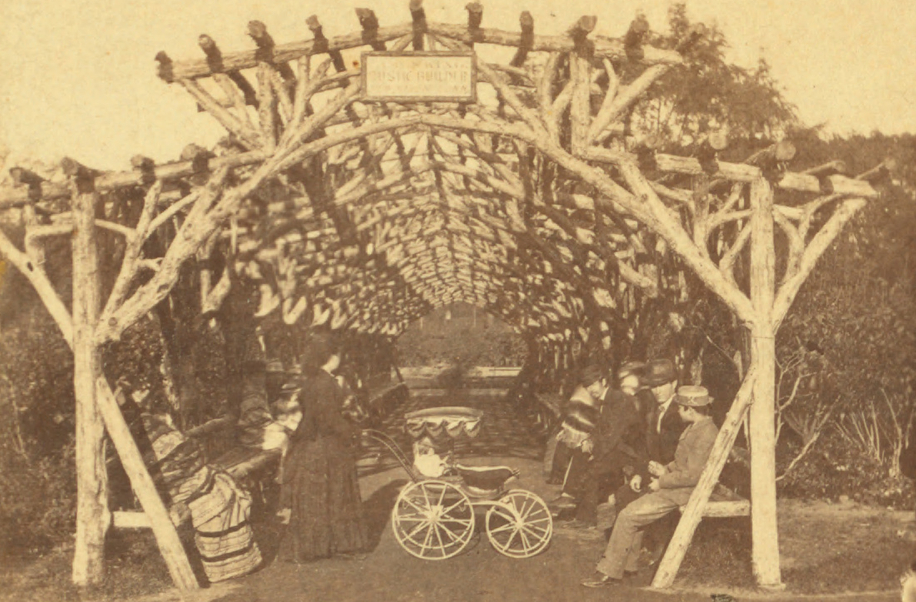
19世紀、パブリック・ガーデンのパーゴラ

1859年10月、アルダーマン・クレインはコモン&パブリック・スクエア委員会にガーデン改修計画の詳細を提案し、受け入れられた。すぐに作業が開始され、年内に池の整備が終わり、1862年、錬鉄のフェンスが周囲に建てられた。現在、池の北側には小さな島があるが、当初は陸続きの半島であった。市の森林局のジョン・ガルヴァンは安全面を考慮して島を切り離し近付けないようにした。
以前塩沼であったこの24エーカー (97,000 m2)の敷地はジョージ・ミーチャムが設計した。遊歩道や花壇は市のエンジニアのジェイムズ・スレイドと森林局のジョン・ガルヴァンが検討した。この庭園設計には多くの噴水や像なども含まれていた。1867年11月、北側のビーコン・ストリート近くに1体目の像であるウィリアム・ウェットモア・ストーリー作エドワード・エヴァレット像が建てられた。1869年7月3日、西側にトーマス・ボール作ジョージ・ワシントン像が建てられた。1867年、池の中央に特徴的な吊り橋が架けられた。
当初、ボストン・コモンと接するチャールズ・ストリート側は最も低い土地であり、元々塩沼であったこともあり湿気や臭気がきつく近付きにくかったため、非公式であるがゴミ廃棄場として使用されていた。ガーデンの一部の勾配を変える計画が長らくあったが、9,000立法ヤード(6,900m3)、重さ14,000ショートトン(13,000,000kg)の土が必要であり、これを運ぶ費用がかさむため中止になった。1895年夏、トレモント地下鉄トンネル掘削で出た大量の土を利用できることになり、チャールズ・ストリートのガーデン側、コモン側共に勾配を変えることができた。
ボストン市の市長局および公園局、そして非営利団体のフレンズ・オブ・ザ・パブリック・ガーデンが合同で管理している。
1977年、ボストン・ランドマーク委員会によりボストン・ランドマークに、1987年、アメリカ合衆国国定歴史建造物に認定された。

## 文学、芸術、映画
- E・B・ホワイトの小説『白鳥のトランペット（英語版）』において、ルイスがパブリック・ガーデンでトランペットを演奏する。
- ロバート・ローウェルは詩『ザ・パブリック・ガーデン(The Public Garden )』を執筆した。
- ロバート・マックロスキーの児童文学『カモさんおとおり（英語版）』でカモの家族、そして彼らのパブリック・ガーデンへの旅程が描かれる。
- エドワード・ブロドニーなど著名な画家たちがパブリック・ガーデンの風景を描いている。
- 映画『グッド・ウィル・ハンティング/旅立ち』の撮影がパブリック・ガーデンのダック・ポンド近くのベンチで行われた。ロビン・ウィリアムズ没後、このベンチは記念として保存されている。

## 詳細

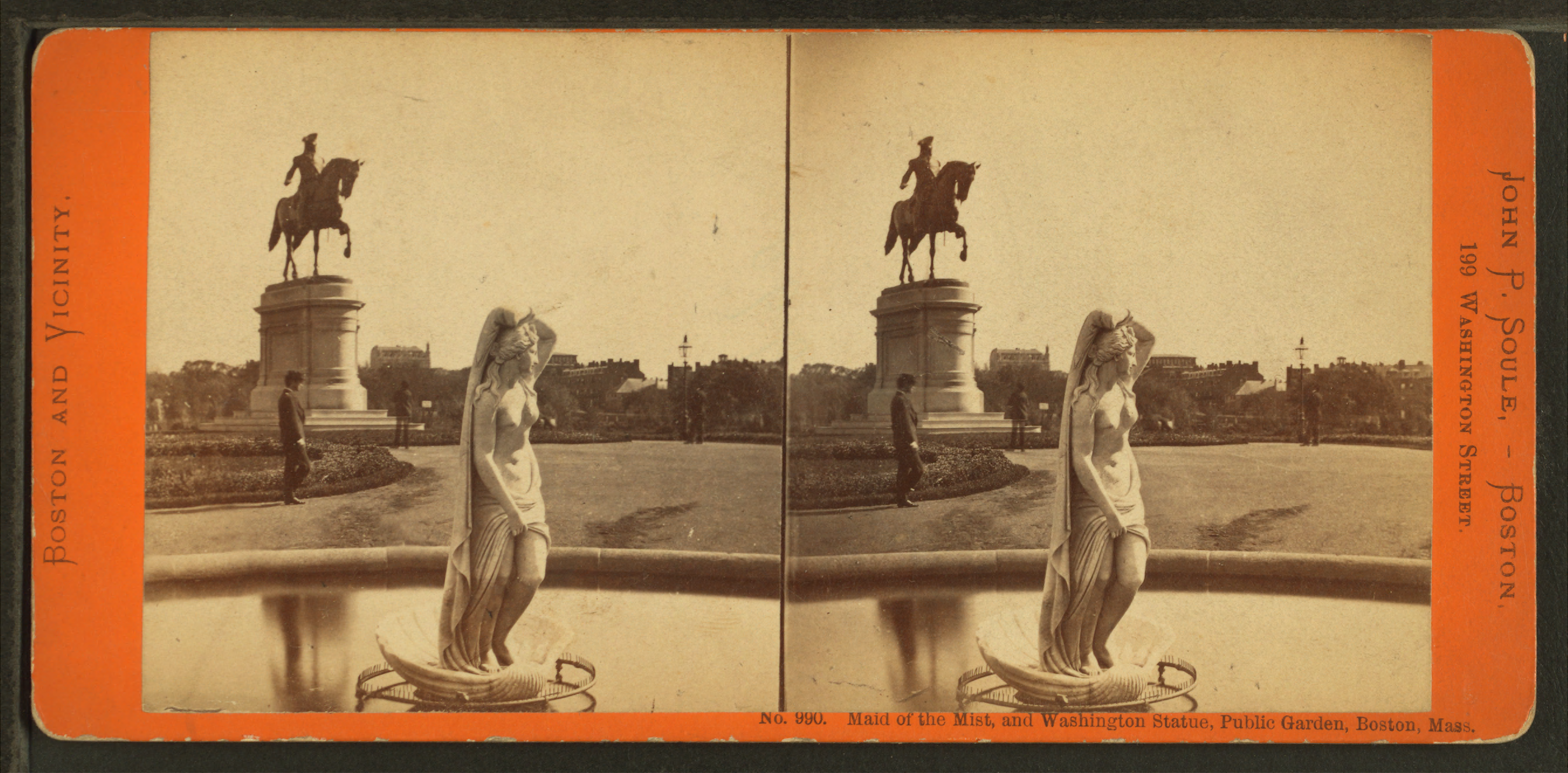
ジョン・P・ソウル撮影の3次元映像。手前が『Maid of the Mist 』ヴィーナス像、奥がジョージ・ワシントン像

このボストン・パブリック・ガーデンとボストンコモンを起点として、フレデリック・ロー・オルムステッドが設計したエメラルドネックレスと呼ばれる細長い公園が南に延びている。
ボストン・パブリック・ガーデンは1837年にアメリカ史上初の公立植物園として造園された。もとは湿地帯であったところに、ジョージ・V・ミーチャム（en:George V. Meacham）の設計で広さ97,000m2におよぶ同園が建設された。そうした背景から、主としてオープン・スペースであるボストン・コモンとは対照的に、人工の池を持ち、植林がなされ、市当局等によって植物が保全されているなど公園として整備されており、四季折々に違った風景を見せる。暖かい時期には、約16,000m2の池はハクチョウの飛来地となる。1877年よりハクチョウの模型のついたボートでハクチョウを観察することもできることから、同園はボストンの観光名所のひとつにもなっている。このボートは背後のハクチョウの模型にガイドが座り、池を一周する。
近年飛来しているハクチョウはコブハクチョウのペアで『ロミオとジュリエット』から「ロミオ」と「ジュリエット」と名付けられているが、どちらもメスであることが確認された。
同園は東にチャールズ通り（Charles Street）、西にアーリントン通り（Arlington Street）、南にボイルストン通り（Boylston Street）、北にビーコン通り（Beacon Street）と、4本の通りに囲まれた長方形をしている。チャールズ通りはボストンコモンとの境界線になっている。また、ビーコン通りを隔てた北側は丘になっており、ビーコンヒルの街並みが広がっている。エメラルド・ネックレスと繋がる並木道はパブリック・ガーデン西のコモンウェルス・アヴェニューからバック・ベイ・フェンズおよびマディ川に向かう。
ボストン・パブリック・ガーデンへは、マサチューセッツ湾交通局（MBTA）が運営する地下鉄のグリーンラインやレッドラインの3駅が利用でき、交通に至便である。グリーンラインではアーリントン駅（Arlington）かボイルストン駅（Boylston）が、レッドラインではパーク・ストリート駅（Park Street）がそれぞれ最寄駅となる。チャールズ通りの地下には公営駐車場がある。

### 植物
園内には様々な種類のバラ、球根類、低木などが植えられている。春から初秋にかけて中央の歩道沿いの花壇に季節ごとの花が植え替えられる。フランクリン・パークに市が管理する14の温室があり、この花壇のための植物が栽培されている。
パブリック・ガーデンにはこの地域自生の、あるいは外来の様々な種類の植物が植えられている。池の周りにはシダレヤナギ、遊歩道沿いにはトチノキ、メタセコイア、ヨーロッパブナ、イチョウ、1本のセコイアと共にヨーロッパおよびアメリカのニレが植えられている。他の主な樹木を以下に示す:
| - ブナ属 - ヨーロッパブナ - ムラサキブナ - ヨーロッパ・シダレブナ - カワカバノキ - Castor aurelia - セイヨウキササゲ - カンザンサクラ - ケンタッキーコーヒーノキ - Tea crab - ラクウショウ | - ニレ - アメリカニレ - ベルギーニレ - キャンパーダウンニレ - イギリスニレ - ロックニレ - スコットランドニレ - トチノキ - カラマツ - シナノキ属 - セイヨウシナノキ - フユボダイジュ - シデコブシ | - イチョウ - カエデ - ノルウェーカエデ - ベニカエデ - ギンカエデ - オーク - バーオーク - ヨーロッパナラ - ピンオーク - エンジュ属 - エンジュ - シダレエンジュ | - ヒノキ科 - メタセコイア - セコイアデンドロン - ネムノキ - シルバーベル - ナツツバキ - ハシドイ - ユリノキ - ヌマミズキ科 - オオバユク - シダレヤナギ |

### 像および記念碑
園内にはジョージ・ワシントン像をはじめとした数多くの銅像が建っている。

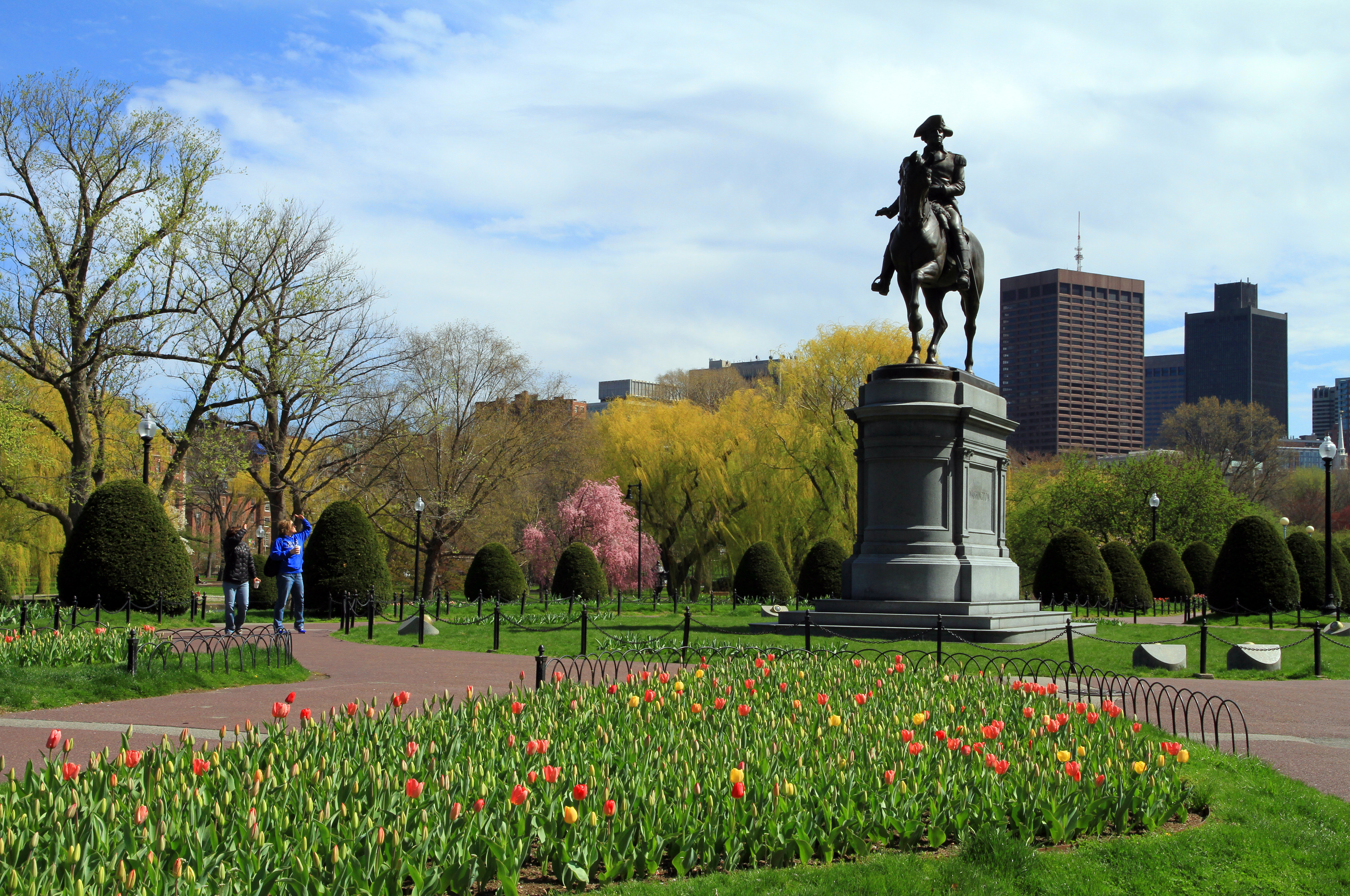
ジョージ・ワシントン像

- 1869年、アーリントン通り門にトーマス・ボール作ジョージ・ワシントン騎馬像が設置された。像はコモンウェルス・アヴェニュー側に向いている。
- 騎馬像のすぐ北にメアリー・ムーア作の噴水「スモール・チャイルド・ファウンテン」がある[12]。
- エーテルが麻酔として初めて使用されたことを記念したジョン・クインジー・アダムズ・ウォード作「グッド・サマリタン」がある[13]。
- 1924年、「グッド・サマリタン」のすぐ北にボストンのフィランソロピストであるジョージ・ロバート・ホワイトを記念したダニエル・チェスター・フレンチ作「エンジェル・オブ・ザ・ウォーターズ」が製作された。
- 1927年、ガーデン初の像としてガーデン東側にアナ・コールマン・ラド作の噴水「トリトン・ベイビーズ・ファウンテン」が設置された[14]。像の子供たちは男女と誤解されることもあるが、作者の娘2人をモデルにしている。
- ガーデン西側にある噴水の中にロシアからの移民であるBashka Paeff 作「ボーイ・アンド・バード」がある[15]。作者がMBTAパーク・ストリート駅で改札係として働きながら製作した。
- 噴水の中にラドヤード・キップリング作『ジャングル・ブック』のパンサーをモデルにしたリリアン・サーリネン作のダイナミックな像「バギーラ」がある[16]。
- 池とチャールズ&ビーコン通り門の間にロバート・マックロスキーの児童文学『カモさんおとおり（英語版）』のカモの家族の銅像がある。
- 1869年、チャールズ通り東門にベラ・プラット作エドワード・イヴレット・ヘイル像が設置された。
- 南の歩道沿いに演説家で奴隷制度廃止論者ウェンデル・フィリップス像がある。
- 南の歩道に南北戦争の第9マサチューセッツ志願歩兵連隊司令官トーマス・キャス大佐像がある。
- キャスの隣にトーマス・ボール作の南北戦争時代のマサチューセッツ選出アメリカ合衆国上院議員チャールズ・サムナー像がある。
- またこの歩道にはアメリカ合衆国の独立に際し大佐として戦ったポーランド国民タデウシュ・コシチュシュコ像がある。
- 1867年、池にウィリアム・G・プレストン設計の橋が架けられた。世界最短の吊り橋であったが、1921年に桁橋に変更された。ただし当初の吊り橋のような装飾となっている。
- 2004年7月、2001年9月11日のアメリカ同時多発テロ事件で亡くなったマサチューセッツ州出身の206名に捧げる記念碑がガーデン内のアーリントン・ストリートとニューバリー・ストリートの交差点側に設置された。

### 管理および保全
ガーデンはボストン市により管理されており、2005年の管理費は120万ドルであった。市は「ローズ・ブリッジ」として知られるチャリティ組織「フレンズ・オブ・ザ・パブリック・ガーデン」からの援助を受けている。2006年、このチャリティはエーテル記念碑の修理に役立てられた他、樹木の補修に専門家を雇う手助けとなっている。また定期的にボランティアが剪定などを行なっている。他にビーコン・ヒル・ガーデン・クラブなどの民間団体からの資金援助も受けている。

## ギャラリー

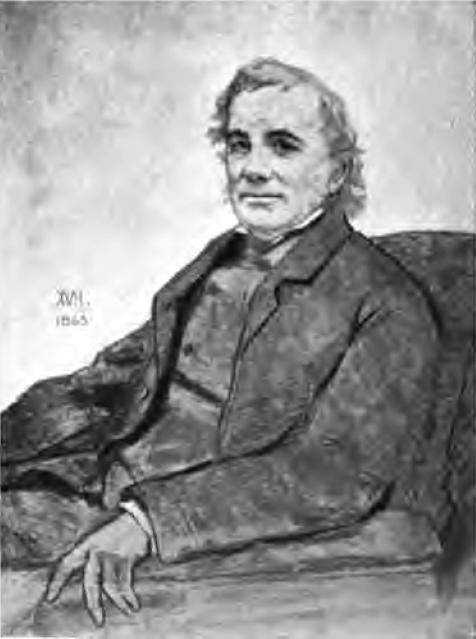
ボストン・パブリック・ガーデンの父とされるホレイス・グレイ
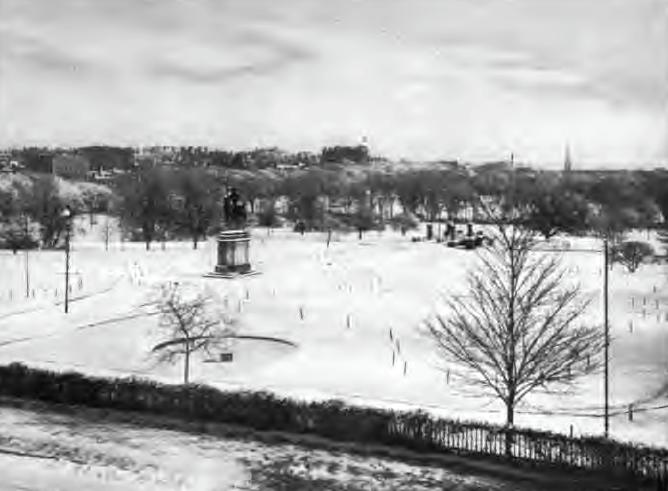
1901年冬、ボストン・パブリック・ガーデン
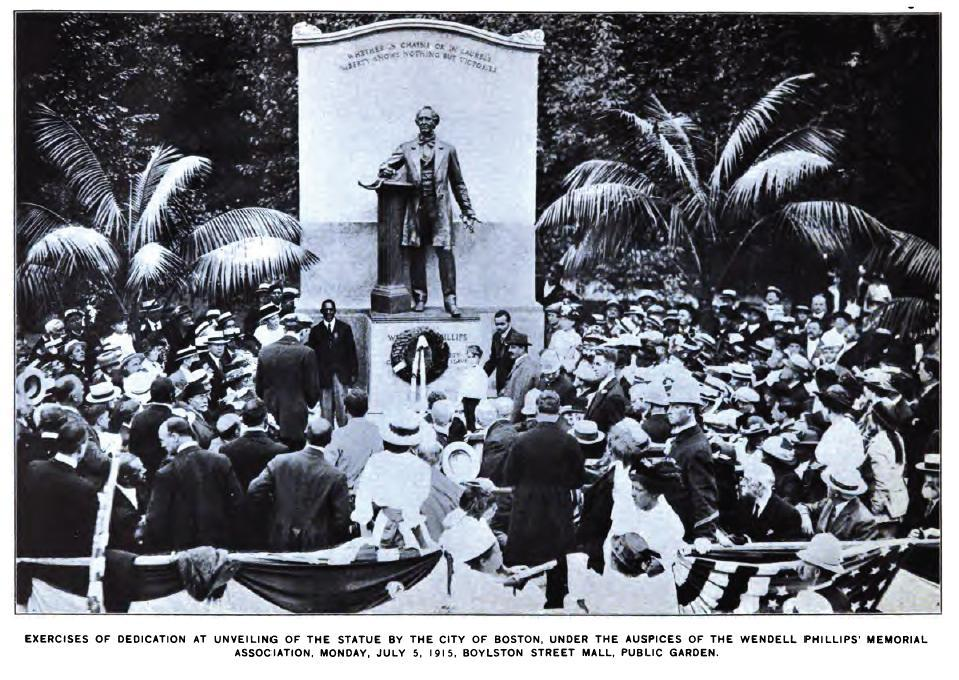
1915年7月、ウェンデル・フィリップス記念碑落成式
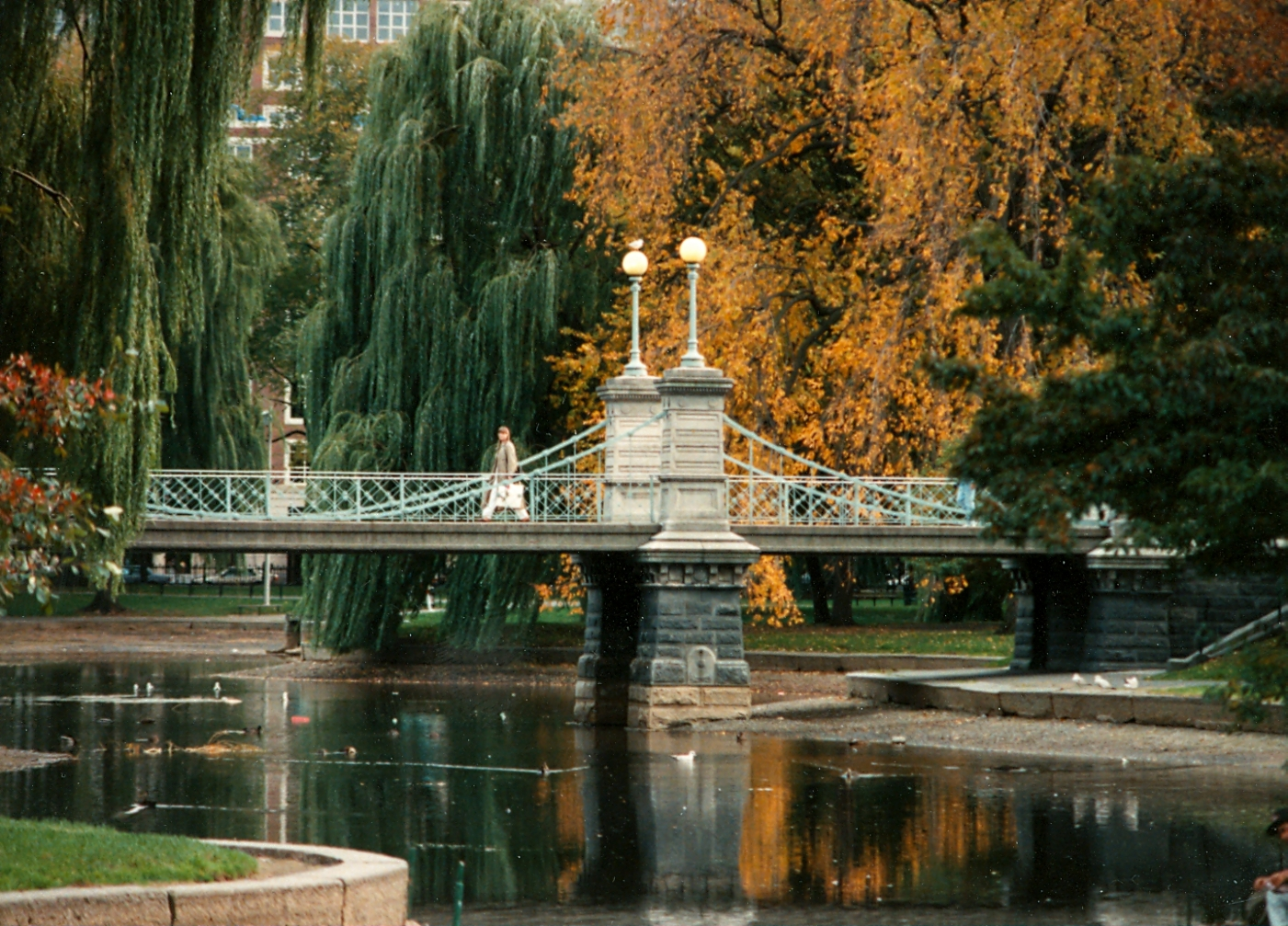
1989年、ボストン・パブリック・ガーデンの橋
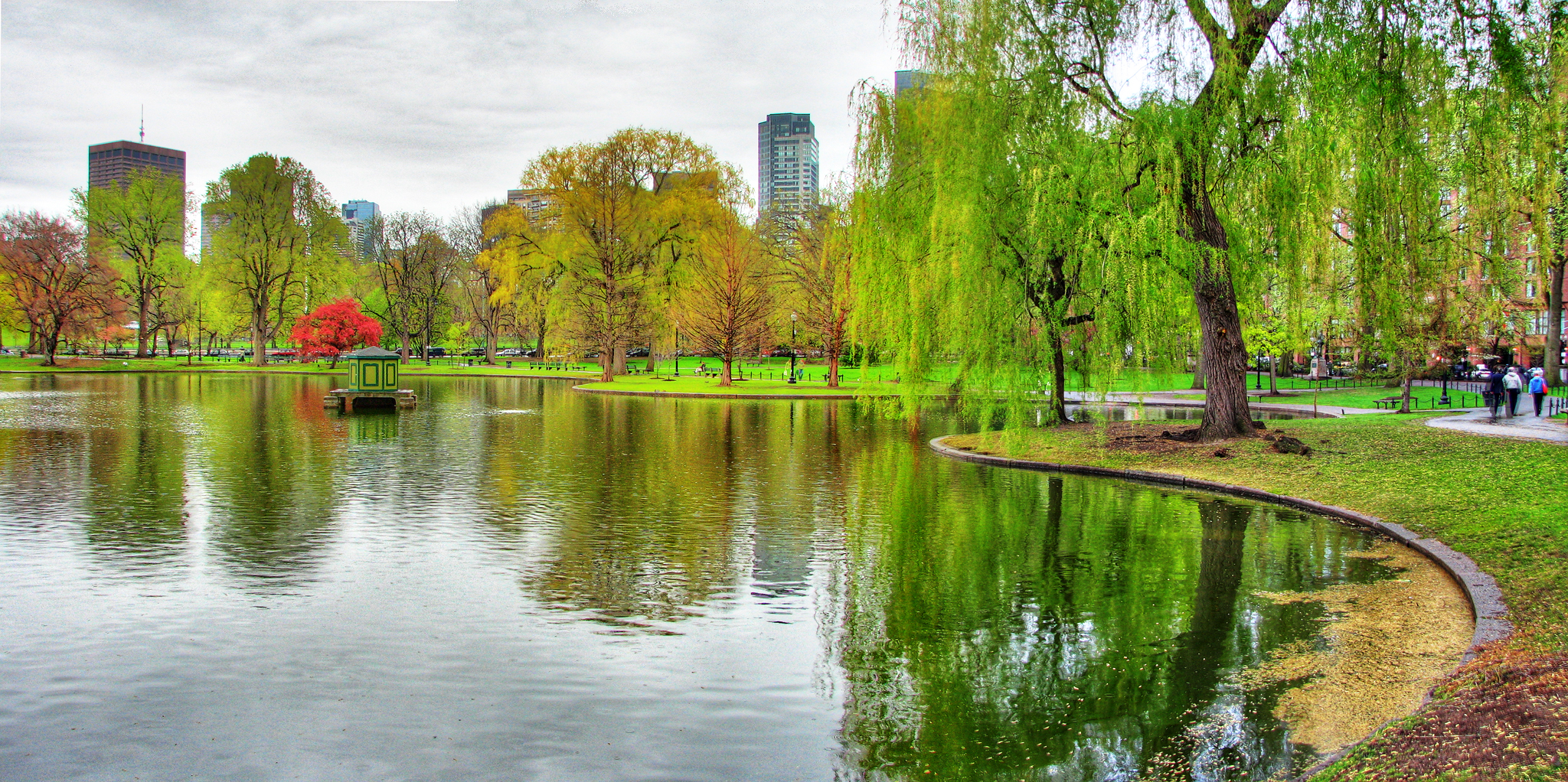
2006年、パノラマ
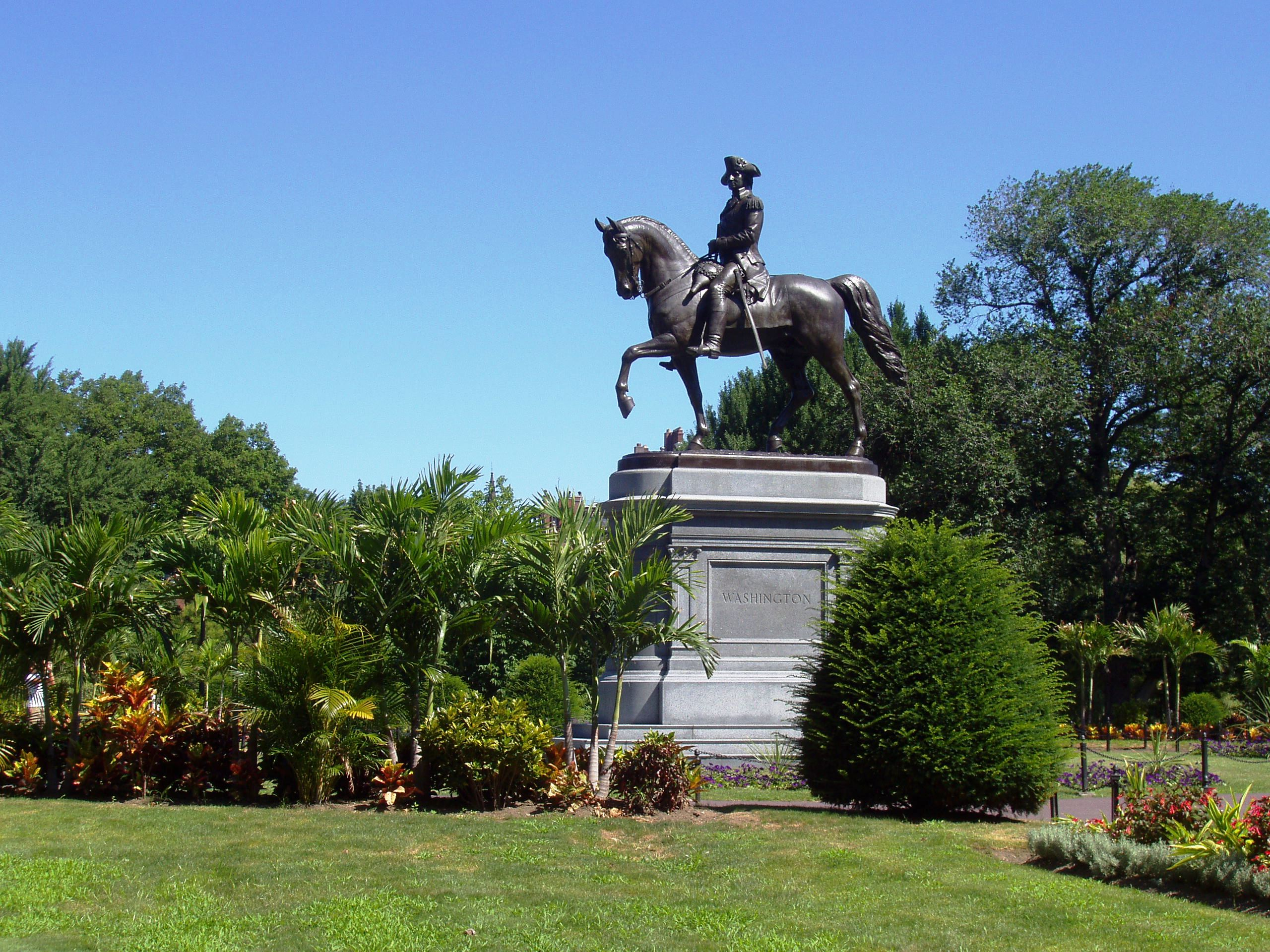
2007年、トーマス・ボール作ジョージ・ワシントン騎馬像
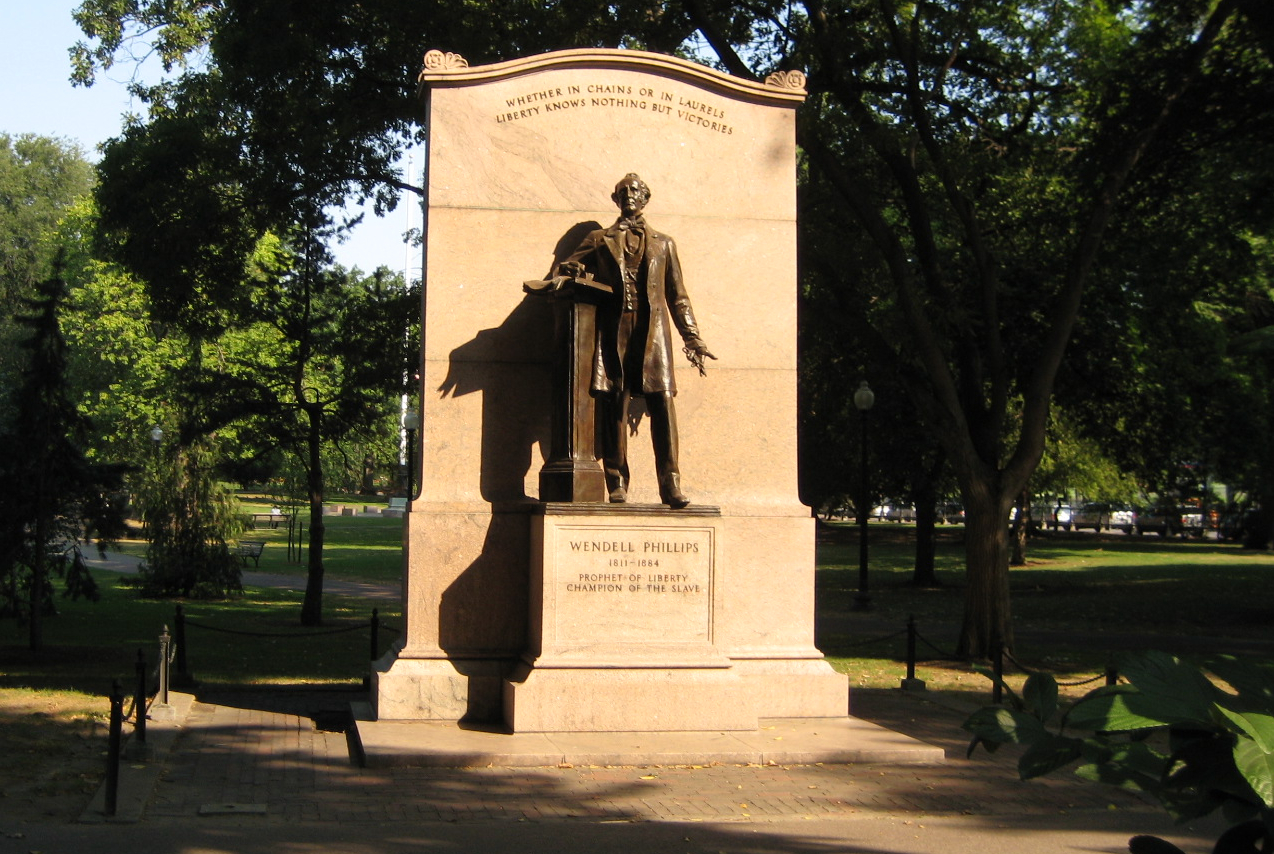
2007年、ウェンデル・フィリップス記念碑
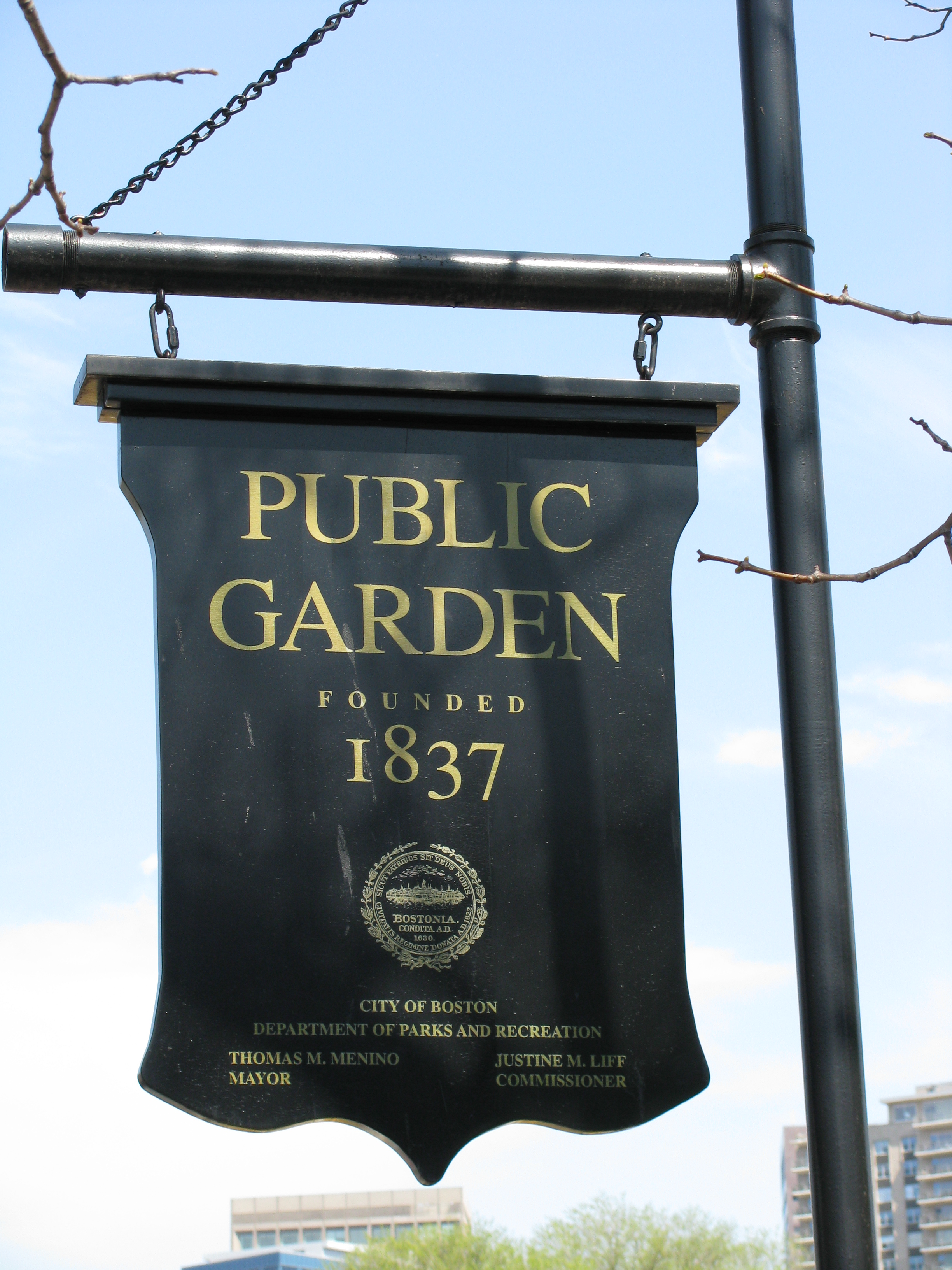
2008年、入り口の看板
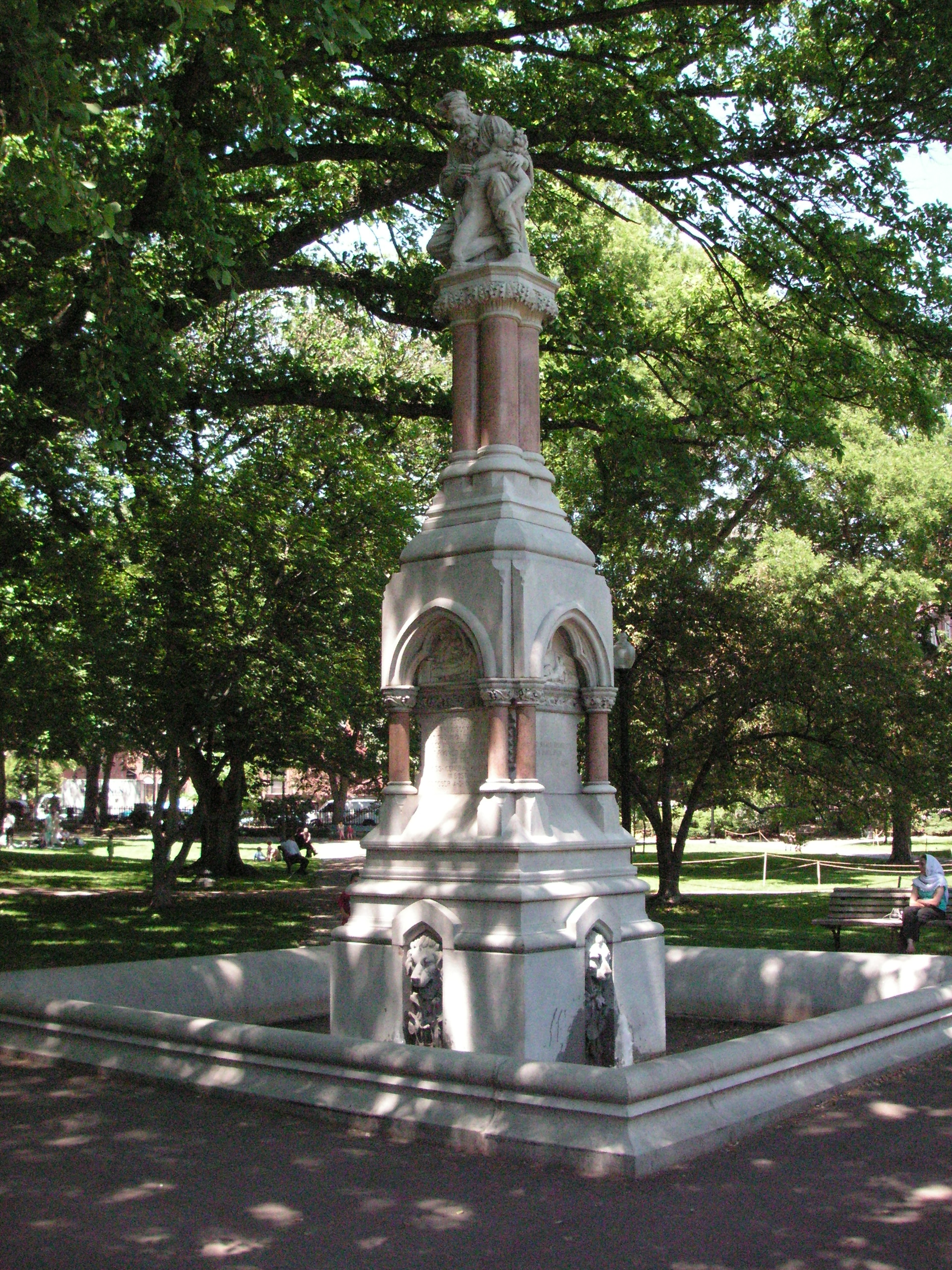
2008年、ジョン・クインジー・アダムズ・ウォード作エーテル記念碑